# Agriades jaloka
Agriades jaloka is een vlinder uit de familie van de Lycaenidae. De wetenschappelijke naam van de soort is voor het eerst geldig gepubliceerd in 1875 door Frederic Moore. De soort komt voor in de centrale en de noordwestelijke Himalaya.

## Synoniemen
- Lycaena leela De Nicéville, 1884[2]